# 小八虎力河
小八虎力河，位于中华人民共和国黑龙江省桦南县北部的一条河流，是八虎力河右岸支流，发源于桦南县北部桦南林业局七星林场以北完达山余脉七星砬子西南麓，蜿蜒向西南流经七星林场、先锋林场、大肚川经营所、孟家岗镇四方台村后流入向阳山水库，出库后南流1.3千米，于桦南镇孤山子村西汇入八虎力河。河流全长46千米，流域面积902平方千米，河道平均比降6.33‰，年均径流量1.72亿立方米。